# Triaeris
Triaeris is een geslacht van spinnen uit de  familie van de Oonopidae (dwergcelspinnen).

## Soorten
- Triaeris barela Gajbe, 2004
- Triaeris berlandi Lawrence, 1952
- Triaeris bodanus Chickering, 1968
- Triaeris equestris Simon, 1907
- Triaeris glenniei Fage, 1946
- Triaeris khashiensis Tikader, 1966
- Triaeris lacandona Brignoli, 1974
- Triaeris lepus Suman, 1965
- Triaeris macrophthalmus Berland, 1914
  - Triaeris macrophthalmus cryptops Berland, 1914
  - Triaeris macrophthalmus medius Berland, 1914
- Triaeris manii Tikader & Malhotra, 1974
- Triaeris melghaticus Bastawade, 2005
- Triaeris nagarensis Tikader & Malhotra, 1974
- Triaeris nagpurensis Tikader & Malhotra, 1974
- Triaeris poonaensis Tikader & Malhotra, 1974
- Triaeris pusillus (Bryant, 1942)
- Triaeris stenaspis Simon, 1891